# Kašinska Sopnica
Kašinska Sopnica is een plaats in de gemeente Zagreb in de Kroatische provincie Stad Zagreb. De plaats telt 216 inwoners (2001).